# Broadcom
Společnost Broadcom je americký výrobce polovodičových součástek. Portfolio společnosti zahrnuje mnoho produktů pro nasazení v datových centrech, sítích, software, prvků pro širokopásmová připojení, bezdrátových sítě, úložiště i průmyslový trh. Společnost sídlí v San José ve státě Kalifornii.

## Historie
V říjnu 2019 Evropská unie vydala protimonopolní nařízení proti společnosti Broadcom týkající se obchodních praktik, které údajně porušují právní předpisy Evropské unie v oblasti hospodářské soutěže.

## Produkty
Společnost Broadcom poskytuje širokou škálu polovodičových součástek a podpůrného software pro datová centra, síťování, software, bezdrátové sítě, úložiště a průmyslový trh. Mezi běžné využití produktů patří například síťový hardware pro datová centra, hardware pro domácí sítě, širokopásmový přístup k síti, telekomunikační vybavení, základnové stanice, servery pro datová centra či automatizace pro továrenský průmysl, elektrárny a alternativní zdroje energie a mnoho dalších.
Do portfolia společnosti patří například:
- Širokopásmové modemy
- Širokopásmové digitálně analogové a analogově digitální převodníky
- Digitální signálové procesory
- Procesory typu ARM
- Bezdrátová zařízení Wi-Fi či Bluetooth
- GPS zařízení
- Metalické či optické obvody fyzické vrstvy
- Hardware pro přepínače
- Software pro průmyslovou infrastrukturu
- Rádiové vybavení
- Zařízení typu PCI Express
- Zařízení typu SATA či SAS
- Bezdrátové čipy
- Síťové karty typu Ethernet
- Čipy síťových karet
- Moduly pro bezdrátové filtry
- Čipy pro kabelové televize a set-top box
- Čipy pro kabelové modemy
- Čipy pro internetové připojení DSL
- Čipy ASIC
- Čipy pro síťové procesory
- Řadiče pevných disků

### Raspberry Pi
Společnost Broadcom je od roku 2012 je dodavatel čipů pro levné jednodeskové počítače Raspberry Pi.
Následujícími čipy byly osazeny jednotlivé moduly:
- BCM2835 - Raspberry Pi 1B(+), Raspberry Pi 1A(+), Raspberry Pi Zero
- BCM2837 - Raspberry Pi 2B
- BCM2837B0 - Raspberry Pi 3B(+)
- BCM2711 - Raspberry Pi 4B, Raspberry Pi 400